# Архиепархия Фейра-ди-Сантаны
 Архиепархия Фейра-ди-Сантаны  (лат. Archidioecesis Fori Sanctae Annae) — архиепархия Римско-Католической церкви с центром в городе Фейра-ди-Сантана, Бразилия. В митрополию Фейра-ди-Сантаны входят епархии Барры, Баррейраса, Бонфина, Жуазейру, Иресе, Паулу-Афонсу, Руй-Барбозы, Серриньи. Кафедральным собором архиепархии Фейра-ди-Сантаны является церковь святой Анны.

## История
21 июля 1962 года Римский папа Иоанн XXIII издал буллу Novae Ecclesiae, которой учредил епархию Фейра-ди-Сантаны, выделив её из apxиепархии Сан-Салвадора-да-Баия. Первоначально епархия Фейра-ди-Сантаны входила в митрополию Сан-Салвадора-да-Баия.
16 января 2002 года Римский папа Иоанн Павел II выпустил буллу Ad totius dominici gregis,  возведя епархию Фейра-ди-Сантаны в ранг архиепархии.

## Ординарии архиепархии
- епископ Jackson Berenguer Prado † (24.09.1962 — 8.10.1971 — назначен епископом Паулу-Афонсу);
- епископ Silvério Jarbas Paulo de Albuquerque, O.F.M. † (18.01.1973 — 22.02.1995, в отставке);
- епископ Itamar Navildo Vian, O.F.M.Cap. (22.02.1995 — 16.01.2002, стал архиепископом);
- архиепископ Itamar Navildo Vian (16.01.2002 — 18.11.2015, в отставке);
- архиепископ Zanoni Demettino Castro (18.11.2015 — по настоящее время).

## Источник
- Annuario Pontificio, Libreria Editrice Vaticana, Città del Vaticano, 2003, ISBN 88-209-7422-3
- Булла Quandoquidem novae, AAS 55 (1963), p. 812 Архивная копия от 27 марта 2010 на Wayback Machine  (лат.)
- Булла  Ad totius dominici gregis Архивная копия от 18 мая 2014 на Wayback Machine  (лат.)